# Synagoge (Český Krumlov)

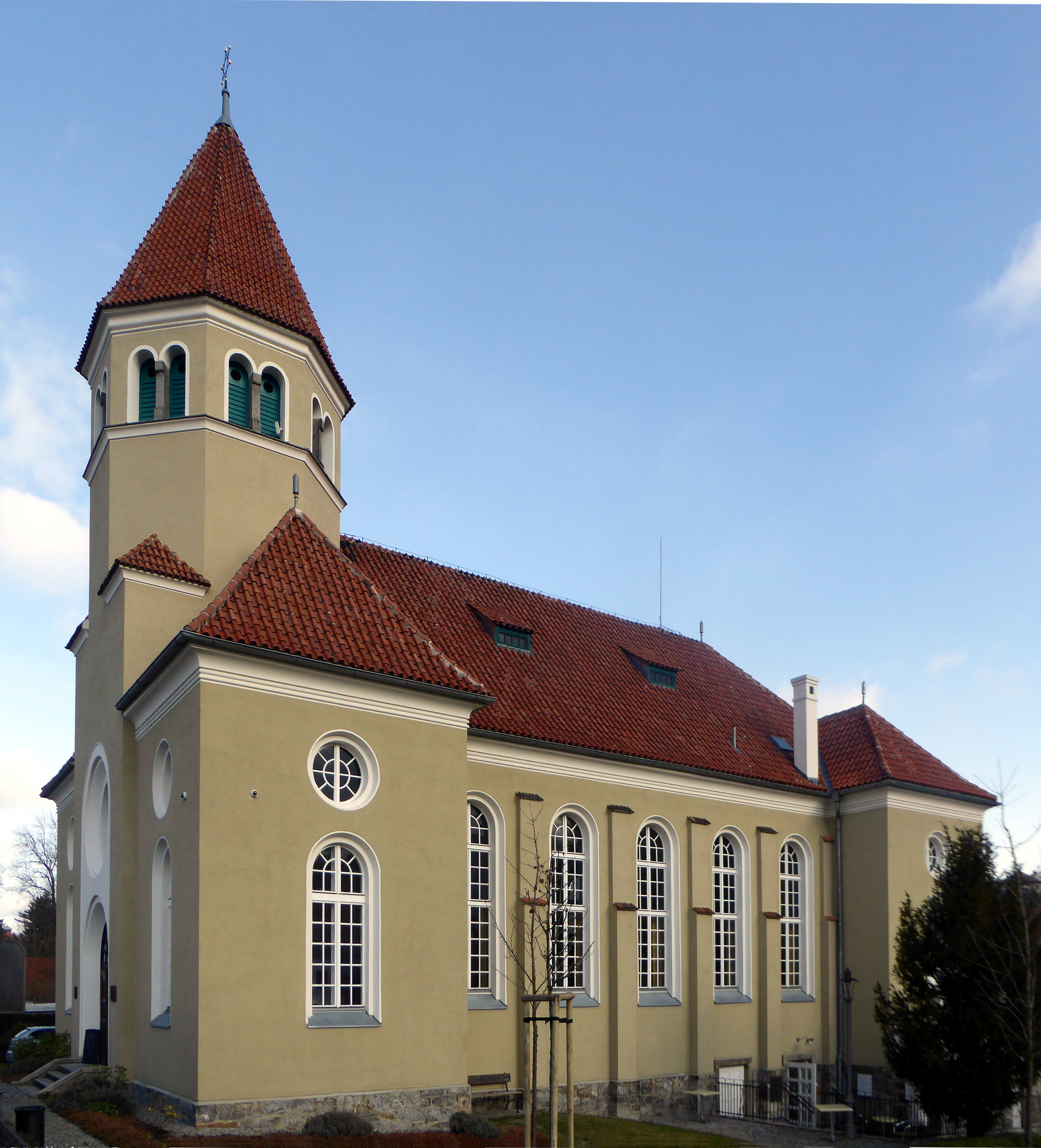
Synagoge von Český Krumlov

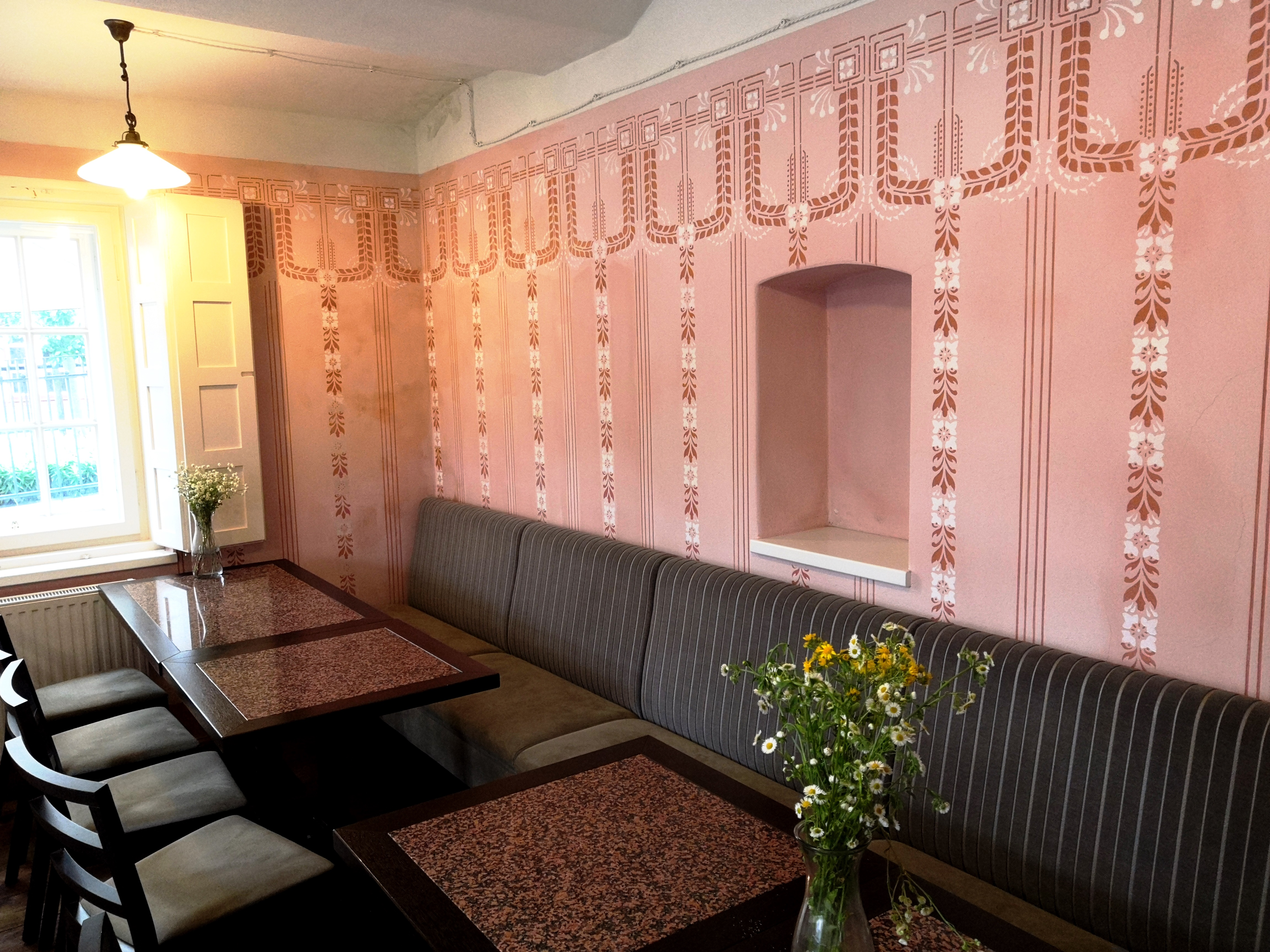
Blick in das Café Synagoga in der ehemaligen Rabbinerwohnung

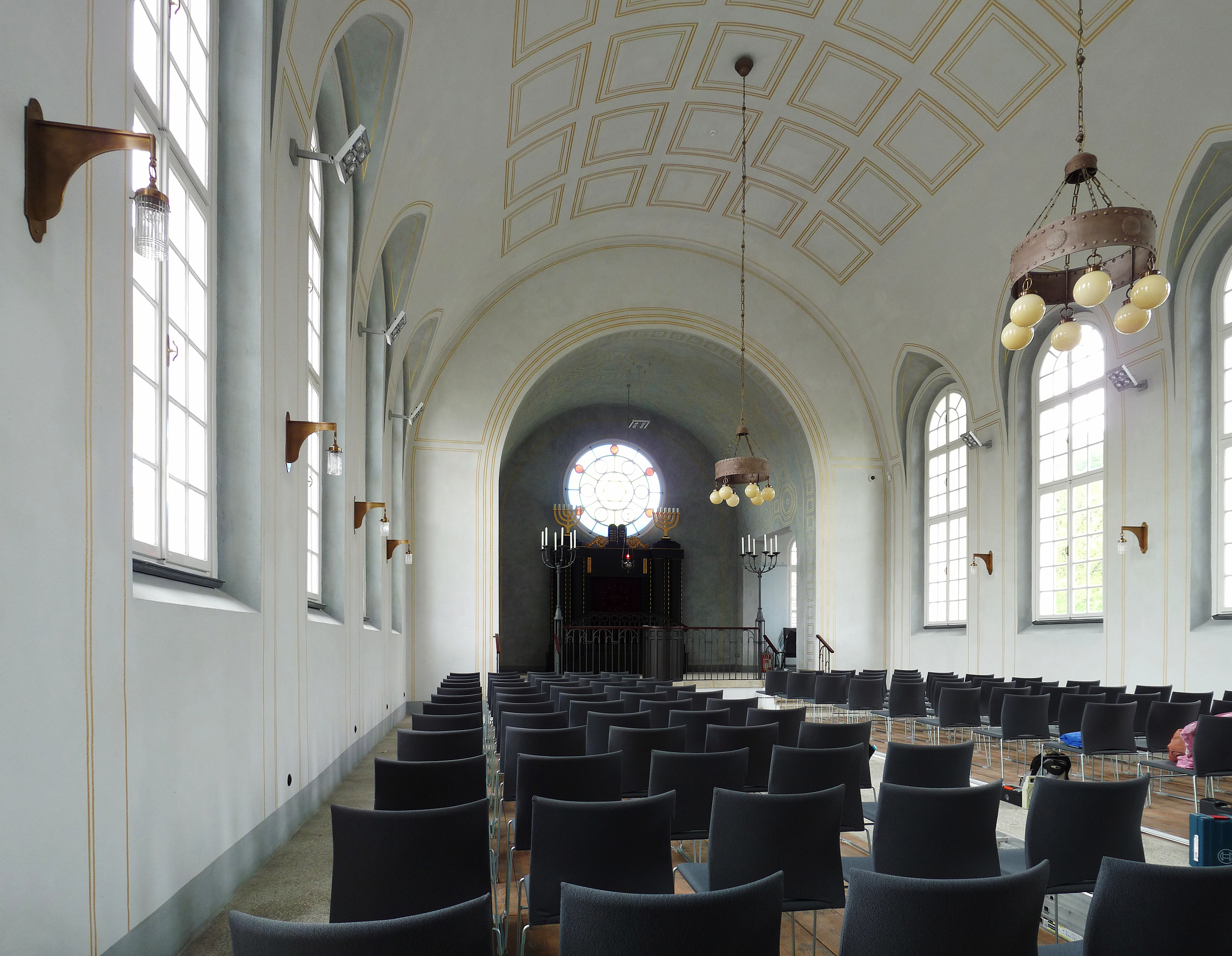
Innenansicht

Die Synagoge in Český Krumlov, deutsch Krumau, einer Stadt im Jihočeský kraj in Tschechien, wurde 1908/09 errichtet. Die profanierte Synagoge ist seit 1958 ein geschütztes Kulturdenkmal und heute ein Kulturraum mit Buchladen und einem Café.

## Geschichte
Die Synagoge wurde in der südlichen Vorstadt nach den Plänen des Prager Architekten Victor Kafka (1880–1942?) erbaut. Der Papierindustrielle Ignaz Spiro hatte im 19. Jahrhundert dafür gesorgt, dass der Synagogen-Fonds gegründet wurde.
Das Gebäude im neuromanischen Stil bot etwa 180 Personen Platz. Bis 1938 wurden hier Gottesdienste abgehalten.
In den beiden ersten Jahrzehnten nach Ende des Zweiten Weltkriegs wurde das Synagogengebäude, das während der Zeit des Nationalsozialismus ausgeplündert worden war, von der tschechischen Hussitenkirche genutzt. Danach diente es als Lagerraum für Kulissen des Theaters. 
Nach 1990 hat das Egon Schiele Art Centrum in Zusammenarbeit mit der Jüdischen Gemeinde in Prag die Renovierung der Synagoge durchgeführt. Das Café Synagoga empfängt die Gäste im Sommer auch im Garten. Ein permanenter Ausstellungsraum ist der Familie Spiro gewidmet.